# Cabaj-Čápor
Cabaj - Čápor (hongrois : Czabaj - Csápor) est un village de Slovaquie situé dans la région de Nitra.

## Histoire
Première mention écrite du village en 1156.

## Démographie

### Évolution de la population
| Année:               | 1994. | 2004.   | 2014.    | 2024.   |
| -------------------- | ----- | ------- | -------- | ------- |
| Nombre de personnes: | 3270  | 3562    | 4042     | 4358    |
| Différence:          |       | +8,92 % | +13,47 % | +7,81 % |

| Année:               | 2023. | 2024.   |
| -------------------- | ----- | ------- |
| Nombre de personnes: | 4318  | 4358    |
| Différence:          |       | +0,92 % |